# Tayrac (Lot e Garonna)
Tayrac è un comune francese di 317 abitanti situato nel dipartimento del Lot e Garonna nella regione della Nuova Aquitania.

## Società

### Evoluzione demografica
Abitanti censiti